# のみバス

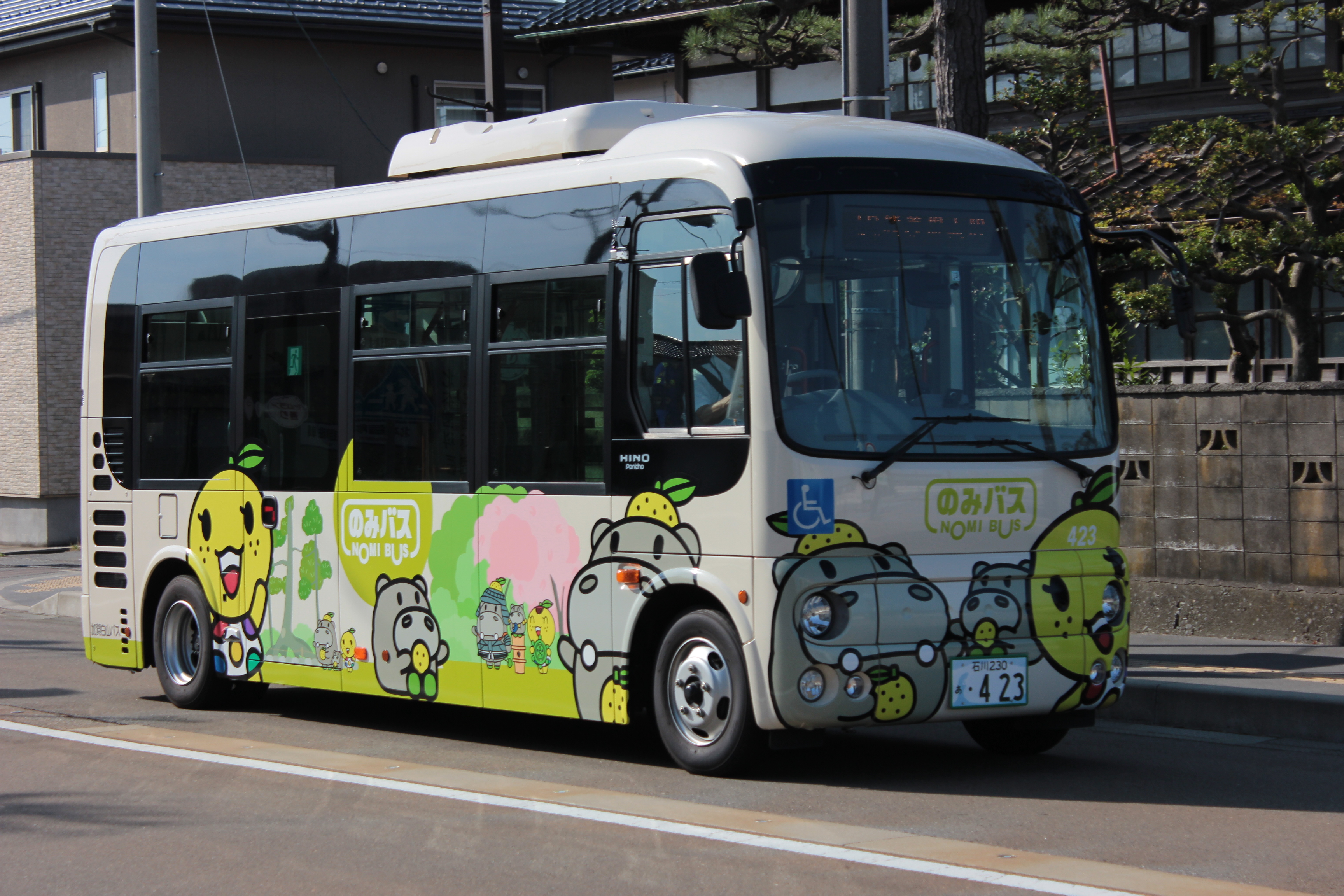
のみバス専用車両
2019年度から採用したデザイン

のみバスは、石川県能美市が運行するコミュニティバスである。北陸鉄道グループの北鉄白山バスに運行を委託している。

## 概要

### 開業の経緯
合併前の旧3町では、コミュニティバスをそれぞれ運行しており、根上町では「ぐるっとバス」、寺井町では「寺井町コミュニティバス」、辰口町では「辰ちゃんバス」を運行していた。それらのコミュニティバスが「のみバス」の起源となっている。
2005年（平成17年）2月1日付で、上記3町が合併して能美市が発足したことを機に、旧3町を結ぶ「連携バス」、旧3町各地区をそれぞれ巡る「（旧町名）地区循環バス」を設定して試験運行（運行委託先は加賀白山バスと小松バス）を行ったのち、2008年（平成20年）4月1日より本格運行を開始した。本格運行への移行時に、運行委託先を加賀白山バス（現：北鉄白山バス）1社のみに変更した。
「のみバス」の各路線には、加賀白山バス（現：北鉄白山バス）の廃止区間も含まれるため、廃止代替バスとしての機能も兼ねている。

### 利用状況
2017年（平成29年）版「能美市統計書」によると、2011年から2016年までの年間の乗車数は以下のとおりとなっている。
| 年間乗車人数推移 | 年間乗車人数推移 | 年間乗車人数推移 | 年間乗車人数推移 | 年間乗車人数推移 |
| 年度             | 根上地区循環バス | 寺井地区循環バス | 辰口地区循環バス | 連携バス         |
| ---------------- | ---------------- | ---------------- | ---------------- | ---------------- |
| 2011年           | 29,216           | 18,791           | 22,093           | 104,245          |
| 2012年           | 27,153           | 18,701           | 22,175           | 106,731          |
| 2013年           | 25,647           | 15,337           | 20,687           | 113,355          |
| 2014年           | 17,926           | 16,795           | 13,202           | 107,215          |
| 2015年           | 22,655           | 14,547           | 10,674           | 110,832          |
| 2016年           | 23,263           | 14,014           | 13,742           | 108,028          |

## 沿革

### ダイヤ改正
以下、各年のダイヤ改正について記載する。
- 2009年
  - 連携バス日中便が寺井駅（当時）西口に、朝夕便が辰口リサイクルセンターにそれぞれ停車。根上地区循環バスでは、山口方面に浜町春日神社前に、寺井地区循環バスでは、長野方面に大長野体育館に、辰口地区循環バスでは、岩内方面に辰口リサイクルセンター、和気方面に鍋谷八幡神社の各停留所が新設。
- 2010年
  - 連携バスに緑ヶ丘コミュニティセンターが新設。芳珠記念病院、九谷陶芸村停留所が移設。辰口地区循環バスでは、緑ヶ丘方面に緑ヶ丘10丁目を新設。また、岩内方面の出口と宮竹方面の灯台笹はそれぞれ移設。寺井地区循環バスでは、長野方面では、九谷焼資料館が九谷陶芸村に、わだやま荘がふるさと交流センターに改称。
- 2012年
  - 寺井駅西口〜浜小学校西側にかけての市道南中央線が供用開始となったことに対応し、一部ルートの変更が行われた。このほか停留所名改称も行われ、根上庁舎が浜小体育館に、辰口庁舎が能美市役所に、寺井健康福祉センターが能美市健康福祉センターに、寺井庁舎から寺井中央にそれぞれ変更。また、日曜日の日中4往復が1年間の試験運行として、寺井中央を通らず粟生町内〜秋常山古墳群を経由するルートに変更。
- 2013年
  - 先端大5時45分→寺井駅（現・能美根上駅）6時35分の早朝便を増便。また、日曜日のみ試験運行した日中ルートの寺井北部地区（東任田→石子間）を1年間試験運行。
- 2014年
  - 連携バスのルートを新設。以前は寺井駅→寺井中央→辰口福祉会館→先端大学の南側を走っていたが、新たに北回り便と直行便を新設し、今まで走っていた日中ルートを南回り便に変更された。これによって、根上地区の赤井方面、辰口地区の徳久方面、緑が丘方面は、連携北回りに移設するため廃止。また、寺井地区では、長野方面と粟生方面を一つに統合して、長野先回りと石子先回りに変更された。また、寺井地区ではマリータウンまで延伸された。
- 2015年
  - 今まで連携北回りに組み込まれていた赤井方面を根上地区循環バスに変更。寺井地区循環バスでは、今まで一つのルートで走っていた長野先回りと石子先回りを2つのルートに変更し、長野方面と粟生方面に戻った。
- 2017年
  - 連携北ルートでは、吉光東、芳珠記念病院、クアハウス九谷経由にルート変更。また直行ルートでは、辰口図書館前を新設し、能美市立博物館、辰口図書館へのアクセスを改善。寺井地区循環バスでは、吉光神社前バス停→吉光東バス停に変更。また、長野保育園バス停が廃止になった。
- 2020年
  - 今回ののみバスの再編では、各地区の循環バス・連携バスのルートを1ルートに集約して、より分かりやすいダイヤに見直された。循環バスでは、根上地区・寺井地区・辰口地区を1ルートに集約して、平日は1時間に1本、土休日は3時間に1本とした。根上地区では新たに平日で朝と夕方ルートの各1便が設定されている。寺井地区では、起終点を亀齢荘から寺井中央に変更。辰口地区では、これまで組み込まれていた連携バスの日中の北ルートを分離し、辰口福祉会館を起点に徳久・緑ヶ丘地区を循環する形になった。そして新たに辰口福祉会館から和気・坪野・大口・和佐谷町の山間部を経由して鶴来駅に向かう、さとやまルートが新設された。連携ルートでは日中ルートは、1時間に1本運行されている。起終点では先端大学まで行くようになった。さらに連携ルートの朝・夕方ルートでは、特急ルートが新設された。そして、土休日のみ運行する観光ルートも新設された。土休日は1日5便が運行されている。

## 運賃・乗車券類

### 運賃
- 運賃は、1乗車100円均一[3]。未就学児は無料[3]。
- 運賃の支払いは現金のみで、交通系ICカード類は利用不可[3]。
- 乗継制度があり、降車時に運転手に申し出て乗継券を受け取ると、当日に限り運賃無料で「のみバス」の別ルートに乗り継げる[3]。

### 乗車券類
- 専用回数乗車券（11枚綴り1,000円）を販売している[3]。販売場所は「のみバス」車内および、能美市役所市民サービス課、寺井サービスセンター、根上サービスセンター、辰口福祉会館[3]。
- 専用定期乗車券を各種販売しており、コミュニティバスの専用定期券としては券種が豊富である[3]。通勤定期に相当する一般定期「フリーパス券」、通学定期「通学用パス券」、障害者用割引定期券「障がい者用パス券」、高齢者用割引定期券「シニアパス券」を、それぞれ1か月券・3か月券・6か月券の3種で販売している[3]。障害者・高齢者用割引定期券は一般定期の半額[3]。また免許返納者には6ヶ月間乗車無料となる「免許返納者用フリーパス券」が無償交付される[3]。
- さらに、IRいしかわ鉄道の定期乗車券利用者は「のみバス」専用定期券が半額で購入できる特典もある[3]。
- 2024年（令和6年）3月4日から、サンリオのキャラクター「シナモロール」デザインの専用回数券・専用定期券を発売した[3]。

## 現行路線

### 連携ルート
連携ルートのナンバリングはRE。
- 朝夕・南廻り : 能美根上駅 - 寺井中央 - 緑ヶ丘一丁目 - 宮竹小学校 - 先端大学
- 朝夕・北廻り : 能美根上駅 → 寺井史跡公園 → 徳久 → 宮竹小学校 → 先端大学
- 朝夕・北廻り : 鶴来駅 → 先端大学 → 宮竹小学校 → 徳久 → 寺井史跡公園 → 能美根上駅
- 朝夕・特急 : 能美根上駅 - 寺井史跡公園 - 寺井中央 - 湯野小学校 - 宮竹小学校
- 朝・寺井高校 : 能美根上駅 - 福岡 - 寺井高校
- 朝・寺井高校 : 能美根上駅 - 福岡 - 寺井高校 → 寺井中央
- 日中 : 能美根上駅 - 寺井中央 - 市博物館 - 辰口福祉会館 - 能美市役所 - 宮竹小学校 - 先端大学

### 循環ルート (根上地区)
根上循環ルートのナンバリングはNE。
- 能美根上駅 - 能美市立病院 - 山口 - 吉原釜屋 - 福島北 - 赤井 - 中ノ江 - サンタウン - 根上ショッピングタウン - 能美根上駅

### 循環ルート (寺井地区)
寺井循環ルートのナンバリングはTE。
- 寺井中央 - 東任田 - マリータウン - 寺井南 - 佐野 - 亀齢荘 - 末信 - 寺井中央

### 循環ルート (岩本・高座方面)
- 岩本方面：辰口福祉会館→アルビス辰口店→出口・宮竹→岩本
- 高座方面：辰口福祉会館→芳珠記念病院→辰口中央小学校→徳久→高座
  - 岩本方面・高座方面は、折り返し地点を設定しての往復循環バスとなっている。

### 循環ルート (坪野・鍋谷方面)
- 坪野方面：辰口福祉会館→和光台→寺畠→坪野
- 鍋谷方面：辰口福祉会館→芳珠記念病院→寺畠→鍋谷
  - 坪野方面・鍋谷方面は、折り返し地点を設定しての往復循環バスとなっている。

### 観光ルート
観光ルートのナンバリングはKA。
- 能美根上駅 - 松井秀喜ベースボールミュージアム - 能美根上駅 - 市博物館 - 九谷陶芸村 - いしかわ動物園 - 辰口温泉口 - 市博物館 - 能美根上駅

## 車両

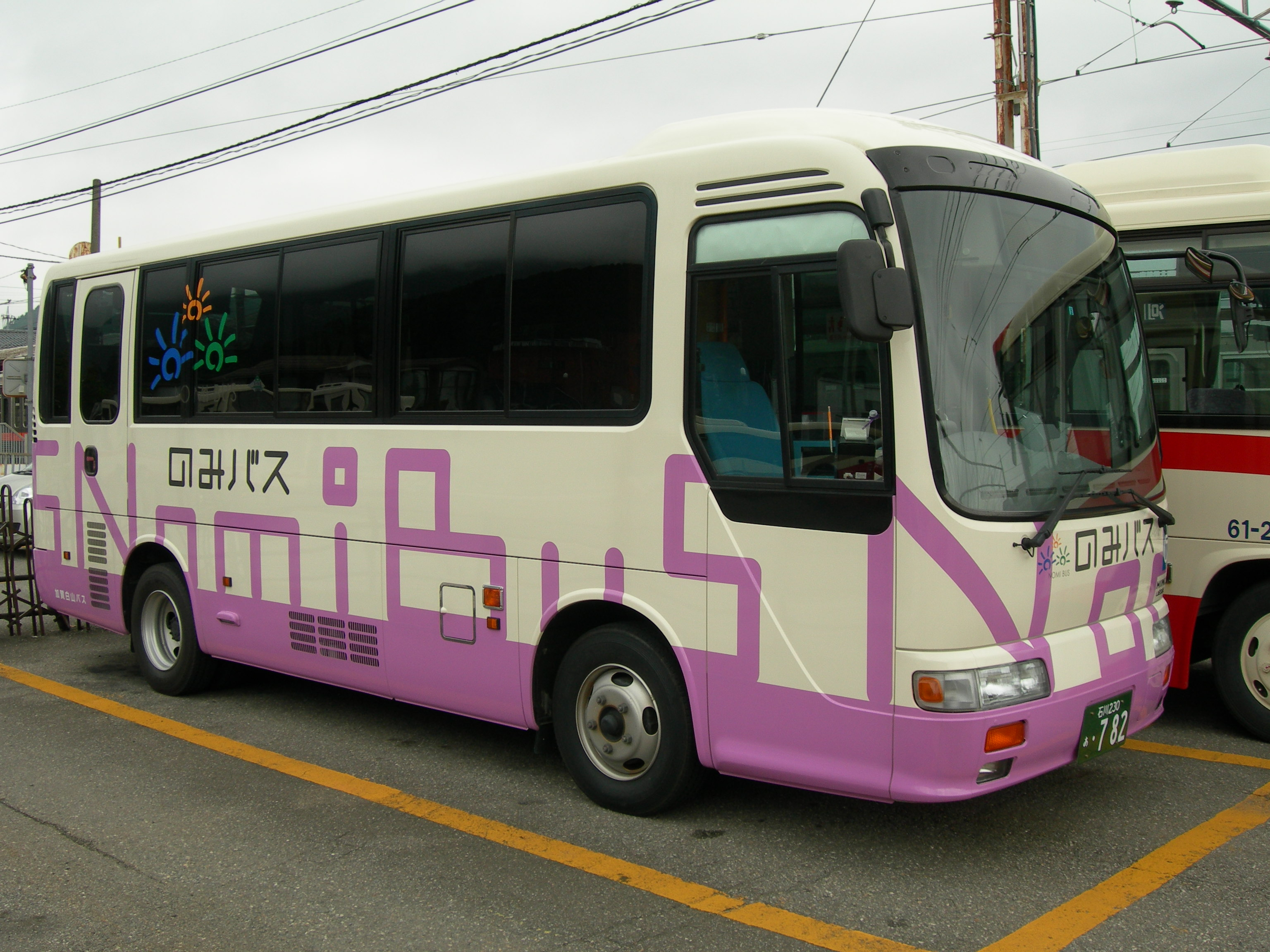
旧デザインの旧車両
日野・リエッセ（ステップリフトバス）

専用車両として、市のキャラクター「ひぽ能ん・ゆず美ん・ぽぽ能ん」を描いたラッピングバスの日野・ポンチョ（2ドアロングボディ）を使用する。
専用車両は日野・リエッセ（2019年時点で退役）、日野・ポンチョを採用した。2008年の運行開始当初は、車体に「Nomi Bus」とアルファベットを記載し、車両によってカラーリングを変えたデザインを採用していた。
2019年、のみバス運行開始10年周年を記念して、運行開始した2008年生まれの能美市内の小学生に新デザイン考案を依頼し、新デザインには市内の小学校8校の在校生が考案した8つの絵柄を採用した。同時に「のみバス」のロゴタイプを変更し、新たに能美市のマスコット「ひぽ能ん」と「ゆず美ん」も描かれた（写真参照）。
2021年、市内の名勝を描いた新デザインのポンチョが3台導入され、既存車両を置き換えた。